# Dzwonkówka fioletowawa

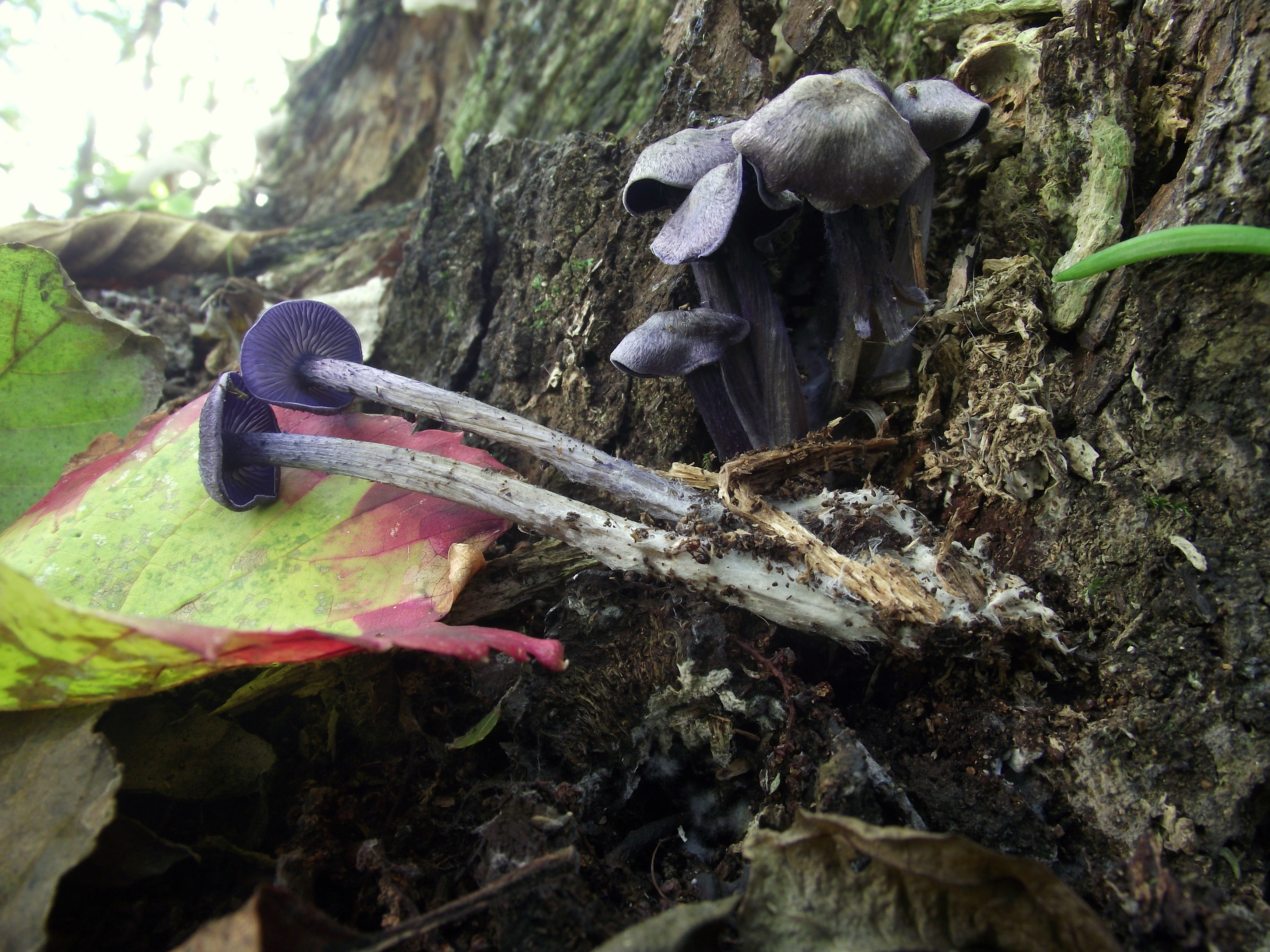

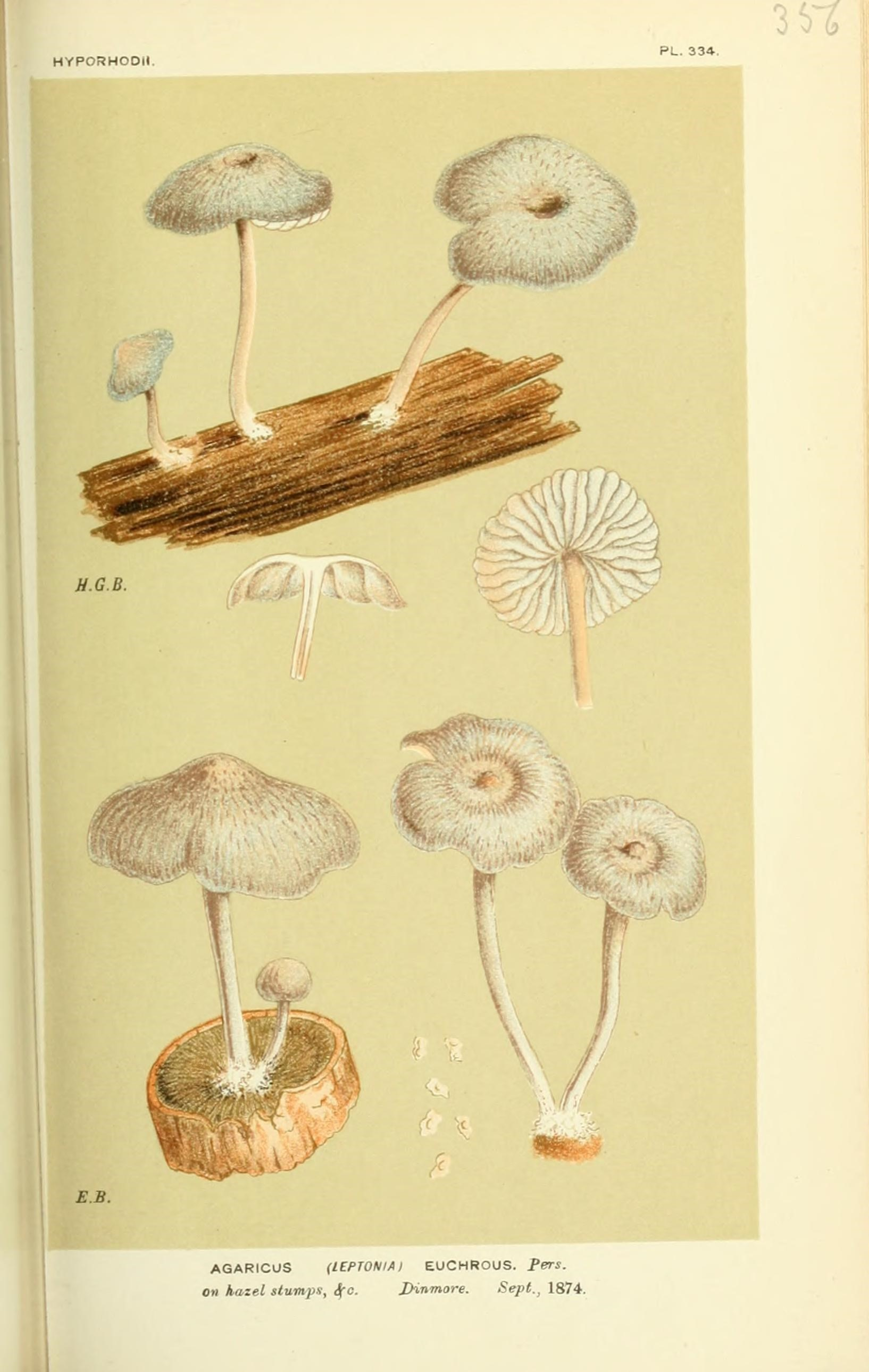

Dzwonkówka fioletowawa (Entoloma euchroum (Pers.) Donk) – gatunek grzybów z rodziny dzwonkówkowatych (Entolomataceae).

## Systematyka i nazewnictwo
Pozycja w klasyfikacji według Index Fungorum: Entoloma, Entolomataceae, Agaricales, Agaricomycetidae, Agaricomycetes, Agaricomycotina, Basidiomycota, Fungi.
Po raz pierwszy takson ten zdiagnozował w 1801 r. Christiaan Hendrik Persoon, nadając mu nazwę Agaricus euchrous. Obecną, uznaną przez Index Fungorum nazwę, nadał mu w 1949 r. Marinus Anton Donk. Synonimy:
- Agaricus euchrous Pers. 1801
- Hyporrhodius euchrous (Pers.) J. Schröt. 1889
- Leptonia euchroa (Pers.) P. Kumm. 1871
- Rhodophyllus euchrous (Pers.) Quél. 1886

Nazwę zwyczajową zaproponował Władysław Wojewoda w 2003 r., Franciszek Błoński w 1890 r. opisywał ten gatunek pod nazwą rumieniaczek fiołkowy. W niektórych atlasach grzybów podawana jest też nazwa wieruszka fioletowa.

## Morfologia
Kapelusz
Średnica 9–40 mm, początkowo półkulisty lub płaskowypukły, zazwyczaj z mniej lub bardziej spłaszczonym środkiem, rzadko wklęsły lub z garbem, w starszych owocnikach bardziej płaski. Jest niehigrofaniczny, w wilgotnym stanie nieprzeźroczysty, co najwyżej tylko przy brzegu prążkowany od prześwitujących blaszek. Powierzchnia całkowicie włókienkowata lub jedwabista z ciemniejszymi łuseczkami. Ma barwę niebiesko-fioletową, czasami z odcieniem brunatnym, zwłaszcza na środku. Z wiekiem blednie i staje się srebrzysty lub brązowy z fioletowym odcieniem. Brzeg ostry i niekarbowany.
Blaszki
W liczbie 20–40, z międzyblaszkami (l = 1–3), średniogęste, przyrośnięte lub zbiegające z ząbkiem, szerokie wybrzuszone, o barwie różowawo-szaro-beżowej, fioletowej lub ciemnofioletowo-brązowej z różowym odcieniem, czasami u podstawy brązowe.
Trzon
Wysokość 20–55 mm, grubość 1,5–3,5 mm, sprężysty, walcowaty, nieco rozszerzony przy podstawie i pod kapeluszem, początkowo pełny, potem pusty. Powierzchnia podłużnie karbowana i włóknista o barwie niebieskofioletowej lub brązowofioletowej.
Miąższ
Tej barwy co kapelusz. Zapach i smak podobny do mydła, zjełczały.
Cechy mikroskopowe
Zarodniki nieregularne, w widoku z boku 1, 3, 5-7-kątne. Mają wymiary (8–) 9,5–11,5 × 6–8 μm. Podstawki o wymiarach 27–45 × 9–12 μm, 4–zarodnikowe, ze sprzążkami. Brzegi blaszek niejednorodne. Wąsko cylindryczne lub o obłym kształcie cheilocystydy o wymiarach 22–47 × 6–12 μm, cienkościenne lub z nieznacznie pogrubioną ścianą. Występują mniej lub bardziej obficie między podstawkami i mają brązowawe ściany, zwłaszcza w górnej części. Skórka kapelusza zbudowana z cylindrycznych, septowanych strzępek o szerokości 7–19 μm. Strzępki skórki i górnej części tramy pod skórką zawierają wewnątrzkomórkowy granatowy pigment. Sprzążki liczne.
Gatunki podobne
Podobny, brązowy kapelusz ma dzwonkówka dwubarwna (Entoloma dichroum), ale jej blaszki nie są fioletowe. Dzwonkówka niebieskawa (Entoloma nitidum) ma jaśniejszą barwę i jej blaszki również nie są fioletowe.

## Występowanie i siedlisko
Dzwonkówka fioletowawa znana jest tylko w Europie, ale jest tutaj szeroko rozprzestrzeniona – od Hiszpanii po północne rejony Półwyspu Skandynawskiego, także w Anglii i Irlandii. Nie podano stanowisk w Europie Wschodniej Jest dość częsta. W piśmiennictwie naukowym na terenie Polski do 2003 r. podano 6 stanowisk, ale A. Miśkiewicz uważa, że występuje w wielu miejscach w Polsce, zwłaszcza na nizinach. Nowe i bardziej aktualne stanowiska podaje internetowy atlas grzybów. Dzwonkówka fioletowawa znajduje się na Czerwonej liście roślin i grzybów Polski. Ma status R – gatunek potencjalnie zagrożony z powodu ograniczonego zasięgu geograficznego i małych obszarów siedliskowych. Znajduje się na listach gatunków zagrożonych także w Austrii, Danii, Norwegii, Holandii, Finlandii, Słowacji.
Saprotrof lub słaby pasożyt. Pojedynczo lub w małych grupach pojawia się na martwym i żywym drewnie liściastym (dąb, olcha, jarząb, leszczyna, jesion), wyjątkowo na drzewach iglastych (cyprysik). W Polsce notowana także na drewnie jodły, brzozy, grabu. Owocniki pojawiają się od sierpnia do października.